# Laab im Walde
Laab im Walde är en ort och kommun  i Österrike. Den ligger i distriktet Mödling i förbundslandet Niederösterreich, cirka 15 kilometer sydväst om Wien.